# One Way Ticket (The Darkness)
One Way Ticket è il primo singolo estratto dal secondo album One Way Ticket to Hell... and Back del gruppo hard rock britannico The Darkness, edito il 28 novembre 2005.
Il testo contiene riferimenti espliciti all'abuso di cocaina in relazione all'esperienza diretta di disintossicazione del frontman Justin Hawkins.

## Il video
Il video musicale si apre con dei titoli di testa in stile Guerre stellari che spiegano che nel 2005, a causa della mancanza di rock band di grande livello, l'inferno si è ghiacciato: un infreddolito demone (interpretato da Justin Hawkins) osserva infatti malinconico l'ambiente che lo circonda e una sfera di neve.
Subito dopo i quattro componenti del gruppo escono dalla baita in montagna nella quale si trovano e si dirigono alle vicine montagne, dove mangeranno del cibo portato loro da un pony express vestito da pinguino che si muove su un tappeto volante. Poco dopo si scatenarà una valanga, ma grazie all'energia della canzone i Darkness ridaranno di nuovo fuoco all'inferno, salvando il mondo.

## Classifiche
| Classifica (2005) | Posizione massima |
| ----------------- | ----------------- |
| Australia         | 36                |
| Austria           | 62                |
| Danimarca         | 20                |
| Finlandia         | 14                |
| Germania          | 75                |
| Irlanda           | 22                |
| Italia            | 28                |
| Nuova Zelanda     | 15                |
| Norvegia          | 19                |
| Svezia            | 31                |
| Regno Unito       | 8                 |